# Обнажённая, спускающаяся по лестнице
«Обнажённая, спускающаяся по лестнице» — картина Марселя Дюшана, написанная в 1912 году.
Одна из наиболее известных работ начала XX века, ныне являющаяся общепризнанной классикой модернизма. Перед первым публичным показом на парижском Салоне Независимых 1912 года была отвергнута как кубистами, так и футуристами. Впоследствии была выставлена на выставке кубистов в Барселоне с 20 апреля по 10 мая 1912 года и на Арсенальной выставке 1913 года в Нью-Йорке. Экспонируется в Художественном музее Филадельфии.

## Описание
Композиция картины, сочетающей в себе элементы как кубизма, так и футуризма, представляет собой последовательное наложение друг на друга фрагментов, подобно стробоскопическому изображению.
На картине, выполненной в тёплой монохромной палитре, варьирующейся от жёлтых охровых до тёмных, почти чёрных тонов, изображена абстрактная фигура, различимые части тела которой представляют собой вложенные друг в друга конические и сферические абстрактные элементы, собранные таким образом, чтобы отразить перетекание фигуры саму в себя при движении. Тёмные и светлые дуги подчёркивают динамику перемещения тела, как это принято в комиксах, а пунктирные, вероятно, указывают на движение таза. Фигура движется, совершая оборот против часовой стрелки, из левого верхнего в правый нижний угол картины, на что, по-видимому, указывает полупрозрачный градиент изображения, переходящий из тёмной (более ранней) в светлую (более позднюю) область. В левом нижнем углу размещено название картины печатными буквами. Точных указаний на человеческую природу изображённой фигуры и какие-либо её свойства не имеется.

## История картины
Автор признавал, что на создание картины его вдохновила хронофотография, изобретённая Этьеном-Жюлем Марэ, в частности, известная последовательность снимков «Женщина спускается по лестнице» Эдварда Мэйбриджа, сделанная в 1887 году.
Дюшан представил работу для участия в 28-й выставке Салона независимых художников, проходившей в Париже с 25 марта по 16 мая 1912 года. Картина появилась в каталоге под номером 1001, впервые открыв своё название широкой публике, хотя сама картина к выставке допущена не была. Через братьев Дюшана Жака Вийона и Раймона Дюшана-Вийона жюри по отбору картин предложило автору либо добровольно отозвать картину, либо переименовать, убрав с неё оригинальное название. По утверждению Дюшана, некоторые кубисты, включая Альбера Глеза, сочли работу не соответствующей их собственным разработкам, а жюри показалось, что название слишком литературно, и что «обнажённая не может спускаться с лестницы — это недостаточное проявление уважения к ней».
Считалось также, что «Обнажённая» подверглась слишком сильному влиянию итальянского футуризма, и хотя группа Пюто приветствовала появление на своих выставках иностранных художников, таких, как Александр Архипенко, Константин Бранкузи, Франтишек Купка, Амедео Модильяни, Йожеф Чаки, французские кубисты держали дверь наглухо закрытой от влияния иностранных тенденций. Сам Дюшан категорически отвергал такое обвинение, заявляя, что расстояние между Италией и Парижем слишком велико для проникновения хоть сколько-нибудь значимого влияния с итальянской стороны.

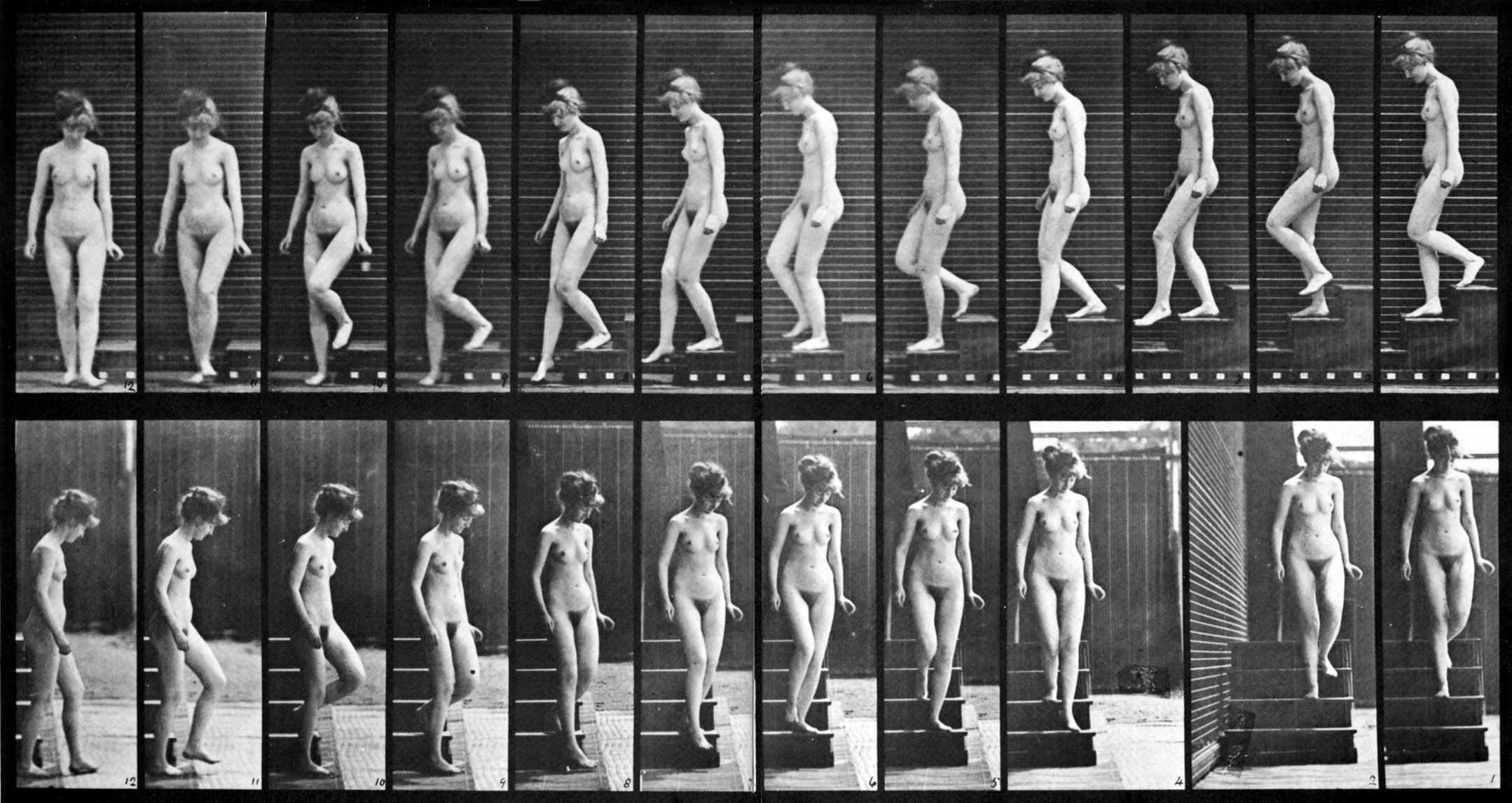
Хронофотография «Женщина спускается по лестнице», созданная Эдвардом Мэйбриджем

Позже в одном из интервью Дюшан говорил:

В 1912 году меня захватила идея описать движение обнажённой, спускающейся по лестнице, статическими визуальными средствами. Эту идею подкинули мне хронофотографии фехтовальщиков в действии и галопирующих лошадей (то, что сегодня мы называем стробоскопической фотографией). Это не значит, что я скопировал эти фотографии. Футуристы тоже изучали эти идеи, но сам я никогда не был футуристом. И, конечно, развитие кинематографа сыграло свою роль. Идея движения, скорости, буквально витала в воздухе.
Дюшан вспоминал, что, получив петицию жюри, он не стал давать никакого ответа, но немедленно явился на выставку, забрал картину и увёз её домой на такси. Он называл этот момент поворотным в своей жизни и после случившегося инцидента потерял интерес к участию в творческих объединениях художников. Считается, что Дюшан так никогда и не простил бывших коллег за цензурирование своей работы.
Несмотря на возникшие разногласия, картина выставлялась со своим первоначальным названием в галерее Боэси в октябре 1912 года среди прочих картин, участвовавших в выставке Салона Независимых. После этого Дюшан отправил «Обнажённую» на Арсенальную выставку 1913 года в Нью-Йорк, где местные ценители, привыкшие к более натуралистичному искусству, устроили ей довольно скептический приём. На картину долгое время появлялись карикатуры и пародии, The New York Times назвала её «взрывом на черепичной фабрике», а журнал «American Art News» объявил награду каждому, кто сможет найти на картине обнажённую. Президент Теодор Рузвельт, посетивший Арсенальную выставку, отозвался о картине следующим образом: «В моей ванной лежит отличный коврик индейцев навахо, который при любой интерпретации с точки зрения кубизма является более приятной для глаза декоративной картиной. Если по какой-то неведомой причине кому-то взбредёт в голову назвать мой коврик „Одетым, поднимающимся по лестнице“, смысла в этом будет столько же, как в данном случае. C точки зрения терминологии любое название окажет одинаковое воздействие, но с точки зрения художественной ценности коврик навахо бесконечно превосходит эту картину».
На выставке картина была приобретена адвокатом и торговцем произведениями искусства из Сан-Франциско Фредериком Торри. В 1919 году, после снятия с оригинала полноразмерной копии, Торри продал его американским коллекционерам Луизе и Уолтеру Конраду Аренсберг. В 1954 году «Обнажённая, спускающаяся по лестнице» перешла от Аренсбергов по наследству в собрание художественного музея Филадельфии, где и хранится по сей день вместе с предварительными эскизами Дюшана и копией оригинала.

## Фильмография
- «Спираль времени», фильм Алена Жобера[фр.] из цикла «Палитры» (Франция, 1993).
- В фильме «Работа без авторства» герой фильма — художник — рисует обнажённую женщину, спускающуюся по лестнице, в стиле капиталистического реализма.